# Kruk (zwyczajny)
Kruk zwyczajny (Corvus corax) – gatunek dużego osiadłego ptaka z rodziny krukowatych (Corvidae). Występuje na półkuli północnej, jest najbardziej rozpowszechnionym gatunkiem spośród wszystkich krukowatych. Obecnie wyróżnia się jedenaście podgatunków, wykazujących niewielkie odmienności w morfologii – pomimo iż niedawne badania wykazały znaczne różnice genetyczne wśród populacji z różnych regionów. W Polsce nieliczny ptak lęgowy (lokalnie może być średnio liczny).
To jeden z dwóch największych krukowatych, obok kruka grubodziobego, i prawdopodobnie najcięższy ptak z rzędu wróblowych; dojrzały kruk mierzy od 58 do 69 cm, a udokumentowana masa ciała wynosi od 585 do 2000 g. Kruki dożywają zwykle około 10–15 lat na wolności (według danych opartych na obrączkowaniu), jednak rejestrowano także osobniki w wieku ponad 40 lat. Znany jest przypadek kruka z londyńskiej twierdzy Tower, który na zamku dożył 44 lat. W różnych legendach i podaniach długowieczność kruków jest często na wyrost podwyższana – niektórzy uważali, że miały żyć nawet 3 razy dłużej niż człowiek. Młode ptaki mogą podróżować w gromadach, jednak później tworzą pary na całe życie i razem bronią swojego terytorium.
Kruk koegzystuje z ludźmi od tysięcy lat, na niektórych obszarach rozmnożył się tak bardzo, że uważa się go za szkodnika. Ma to związek z jego wszystkożernością – kruki jedzą padlinę, owady i odpady spożywcze, a także ziarna zbóż, jagody, owoce.

## Taksonomia
Kruk był jednym z wielu gatunków zwierząt opisanych przez Linneusza w jego XVIII-wiecznej pracy Systema Naturae. Gatunek wciąż nosi swą pierwotną nazwę naukową – Corvus corax. Jest to gatunek typowy dla rodzaju Corvus. Nazwa rodzajowa po łacinie znaczy „kruk”, natomiast epitet gatunkowy, corax/κοραξ, pochodzi z klasycznej greki i oznacza „kruk” lub „wrona”. Słowo „kruk” występuje także w nazwach zwyczajowych kilku innych (zwykle większych) gatunków z rodzaju Corvus, chociaż są one nie zawsze bliżej powiązane genetycznie z Corvus corax niż pozostali członkowie tego rodzaju. Niektóre ptaki, jak np. kruk australijski, czy kruk tasmański są bliżej spokrewnione z wronami występującymi w Australii. Kruki i wrony mogą posiadać wspólne potomstwo, choć są to sytuacje wyjątkowe. Inne nazwy to kruk właściwy, kruk pospolity.

### Klasyfikacja

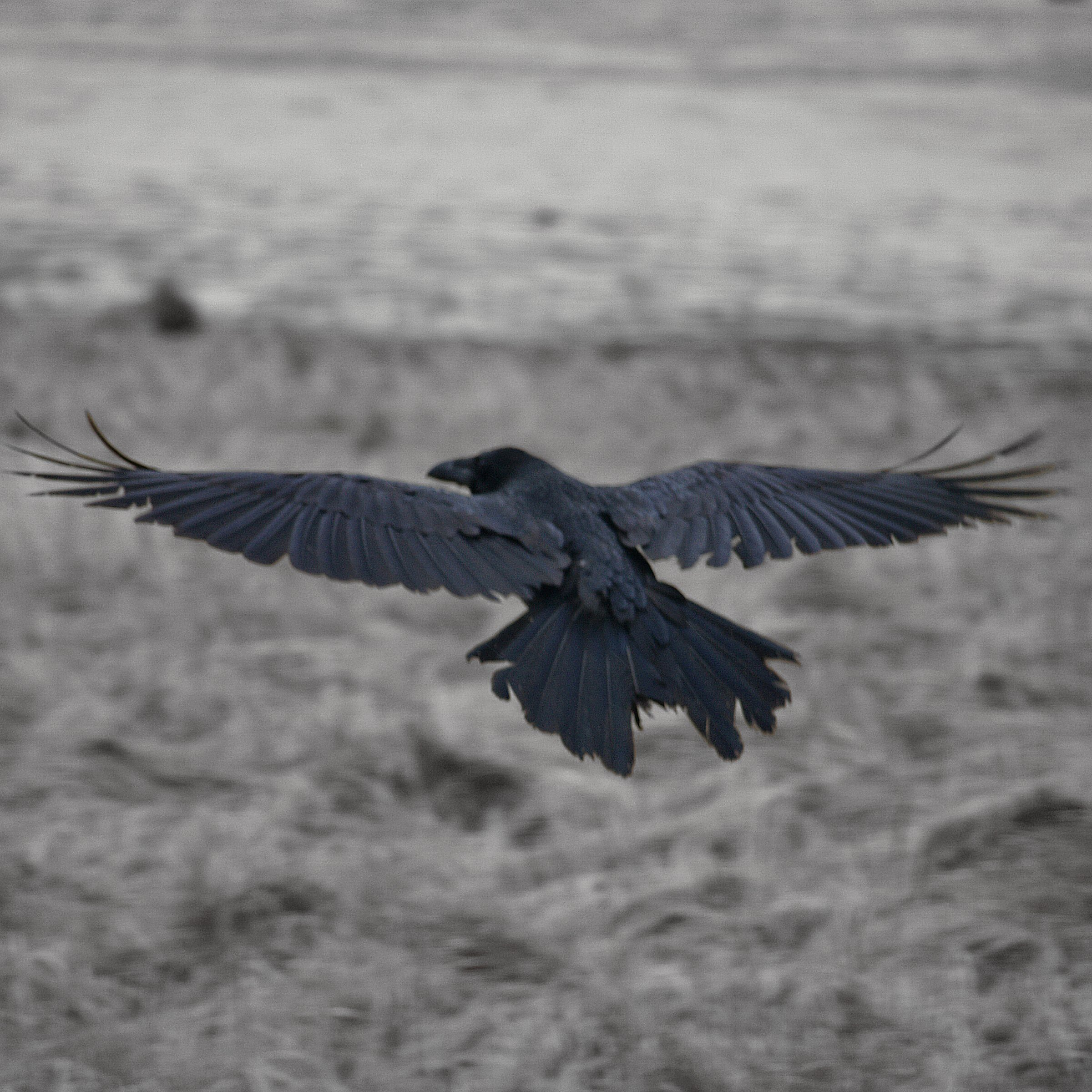
Podgatunek Corvus corax varius, Islandia

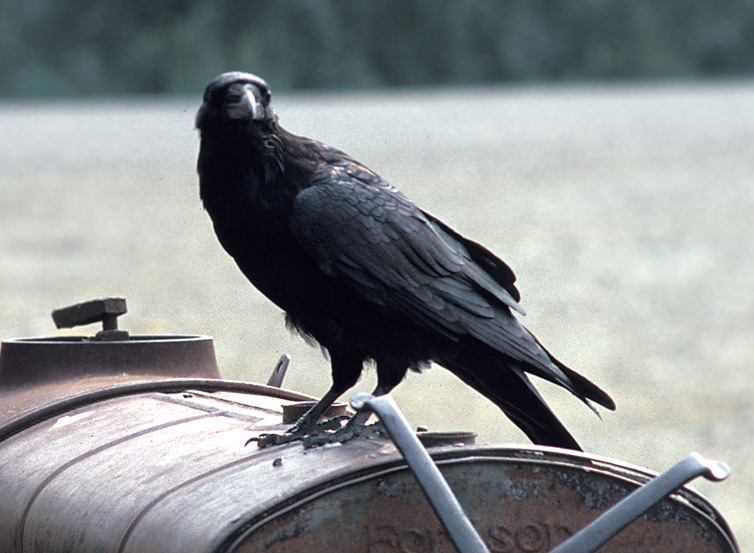
Podgatunek Corvus corax principalis, Kanada

Gatunkami najbliżej spokrewnionymi z krukiem są: kruk pustynny (Corvus ruficollis) i kruk srokaty (Corvus albus) z Afryki oraz kruk meksykański (Corvus cryptoleucus), występujący na południowo-zachodnim obszarze Ameryki Północnej. Kruki występują na rozległych obszarach chłodniejszych i cieplejszych stref Starego i Nowego Świata po Nikaraguę, Wyspy Kanaryjskie, północne Indie, północno-wschodnie Chiny i północne części Afryki. Północna granica areału przebiega przez tundrę. Obecnie wyróżnianych jest jedenaście podgatunków:
- Corvus corax principalis – północna i wschodnia część Ameryki Północnej i Grenlandia.
- Corvus corax sinuatus – od Gór Skalistych po Nikaraguę.
- Corvus corax clarionensis – południowo-zachodnie USA, północno-zachodni Meksyk.
- Corvus corax varius – Islandia i Wyspy Owcze.
- Corvus corax corax (podgatunek nominatywny) – Eurazja od Półwyspu Skandynawskiego, Wysp Brytyjskich i wschodniej Francji po Lenę (między Jenisejem a Leną oraz wokół Bajkału współwystępuje z C. c. kamtschaticus). Na południu granicę zasięgu stanowią Pireneje, Półwysep Apeniński, Półwysep Bałkański oraz północno-wschodnia Azja Mniejsza, Zakaukazie, północny Iran, środkowa Wołga oraz południowy Ural i Kazachstan. Współwystępuje z C. c. hispanus na Sardynii oraz prawdopodobnie na Korsyce i Sycylii.

W Polsce szeroko rozpowszechniony, ale niezbyt liczny (lokalnie średnio liczny) ptak lęgowy; jego liczebność jednak wzrasta. Ma stosunkowo krótki, zakrzywiony dziób. Rozmieszczony jest nierównomiernie, choć spotyka się go w całym kraju, w tym w górach do 2300 m n.p.m. Pomimo lat prześladowań populacje zdołały się odbudować. To spowodowało, że kruki z zachodniej Polski przekraczają już liczebnością grupy osobników zamieszkujące wschodnie i północne regiony.
- Corvus corax hispanus – Półwysep Iberyjski, Baleary i (wraz z C. c. corax) Sardynia.
- Corvus corax laurencei (syn. C. c. subcorax) – wschodnia Grecja, Cypr, Turcja, Lewant, Mezopotamia, Iran i tereny od dolnej Wołgi i Zakaukazia po wschodni Kazachstan, Sinciang, Afganistan, Pakistan i północno-zachodnie Indie.
- Corvus corax tingitanus – północna Afryka.
- Corvus corax canariensis – Wyspy Kanaryjskie.
- Corvus corax tibetanus – góry Azji Środkowej od Tienszanu po Pamir.
- Corvus corax kamtschaticus – wschodnia Syberia i Kamczatka oraz Mongolia, północna Mandżuria, dorzecze Amuru i Hokkaido. Między Leną i Jenisejem współwystępuje z C. c. corax.

## Charakterystyka

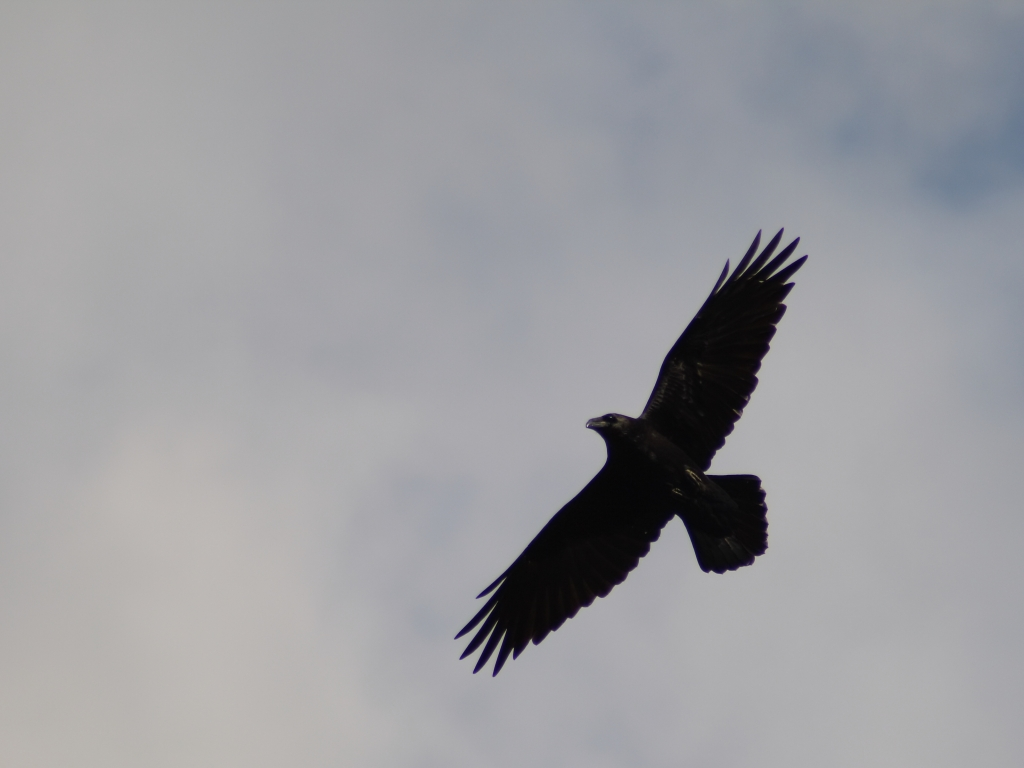
Charakterystyczny wygląd kruka z klinowatym ogonem na niebie

### Cechy gatunku
Największy z krukowatych, wielkości myszołowa, znacznie większy i masywniejszy od wrony i gawrona, co widać w locie po dużej głowie z mocnym dziobem. Rozpiętością skrzydeł dorównuje myszołowowi, ale ma inną sylwetkę, smukłą głowę i długi ogon. Długość ciała 58–69 cm, długość skrzydła ok. 44 cm, rozpiętość skrzydeł 117–142 cm, masa ciała 585–2000 g; samce są z reguły nieco większe i cięższe od samic.
Obie płcie ubarwione jednakowo. Upierzenie czarne z metalicznym połyskiem. Młode ptaki nie mają purpurowego połysku na głowie i grzbiecie. Duży, masywny, mocny czarny dziób ma pod spodem „brodę” utworzoną z dłuższych piór. Głowa duża, na podgardlu charakterystycznie nastroszone pióra. Długi, klinowaty ogon. Nogi są czarne. Podobnie jak inne krukowate, poza okresem lęgowym żyją w stadach, w których panuje określona hierarchia, jednak często w niej awansują. Np. samica znajdująca się na samym jej dole, po związaniu się z samcem z jej szczytu, automatycznie awansuje, co wiąże się z tym, że osobniki które niegdyś stały od niej wyżej m.in. ustępują jej miejsca przy padlinie, czego nie robiły wcześniej. W przypadku awansu tylko jednego z partnerów, w przeciwieństwie do kawek, kruk nie musi zmieniać partnera na osobnika z tą samą pozycją co on, gdyż dotychczasowy partner przesuwa się w hierarchii grupy razem z nim.

### Zachowanie
Świetnie i szybko lata, w czasie toków wykonuje akrobacje powietrzne. Często szybuje i unosi się na wznoszących prądach powietrza. W locie silne uderzenia długich skrzydeł wydają charakterystyczne, świszczące dźwięki. Dobrze widać wtedy klinowato zakończony długi ogon, którym różni się od podobnie ubarwionej wrony czarnej i gawrona. W przeciwieństwie do tych dwóch gatunków, które w terenie otwartych przy źródłach pokarmu pojawiają się zwykle w dużych liczbach, kruki występują zawsze parami lub w rodzinnych grupach. Bardzo rzadko ptak ten tworzy większe zgrupowania – głównie gdy na danym terenie znajduje się dużo żywności. Gdy skończy się okres lęgowy, osobniki młodociane łączą się w małe stadka i wędrują po okolicy. Wędrówki nie przekraczają jednak 200 km. Zimą osobniki zbierają się na noclegowiskach.

Jako ptaki terytorialne, kruki zaciekle bronią swojego rewiru i odganiają z niego inne ptaki drapieżne. Nie wahają się czasem zaatakować nawet orła.
Na podstawie zachowań przy rozwiązywaniu problemów, gatunek ten został uznany za bardzo inteligentny. Na przestrzeni wieków ptaki te odgrywały znaczącą rolę w mitologii, folklorze, sztuce i literaturze. W wielu autochtonicznych kulturach, wliczając w to ludy skandynawskie, starożytnej Irlandii i Walii, Bhutanu, północno-zachodniego wybrzeża Ameryki Północnej, Syberii, i północno-wschodniej Azji, kruk był uznawany za symbol religijny, lub boga.
Na podstawie badań naukowcy z Nowej Zelandii dowiedli, że kruki umieją łączyć elementy zdobytej wcześniej wiedzy, by rozwiązać nowy problem.

### Głos
Charakterystyczne dźwięczne, głębokie, gardłowe i daleko słyszalne krakanie – krótkie „krr” lub „kruk kruk karrk” ułatwia rozpoznania kruka w środowisku naturalnym. W locie wydaje głębokie „grog”. Stwierdzono, że kruki nadają sobie nawzajem imiona i mogą się wołać za ich pomocą.

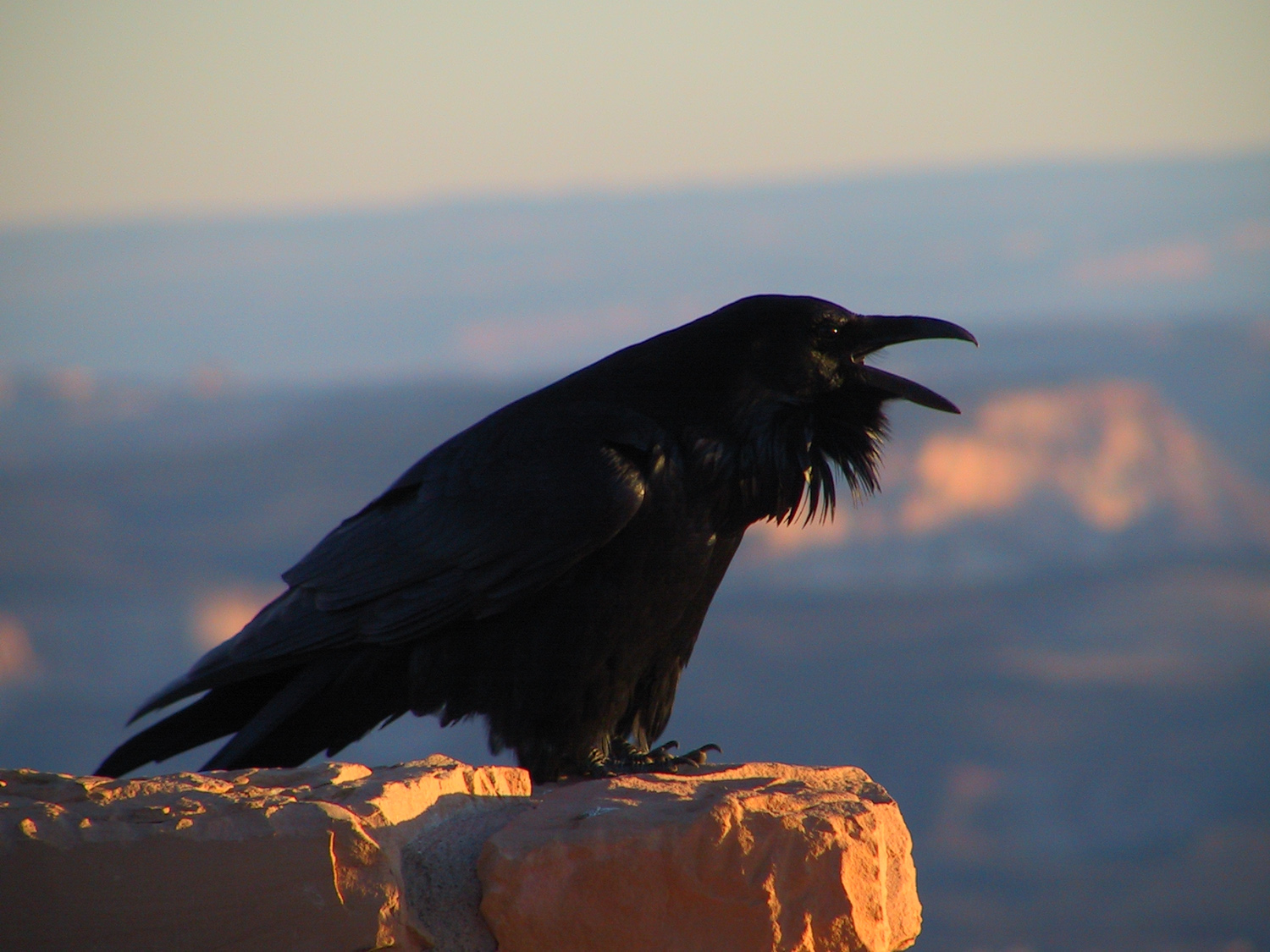
Sylwetka kruka ze specyficznie wydłużonymi piórami pod dziobem

## Biotop

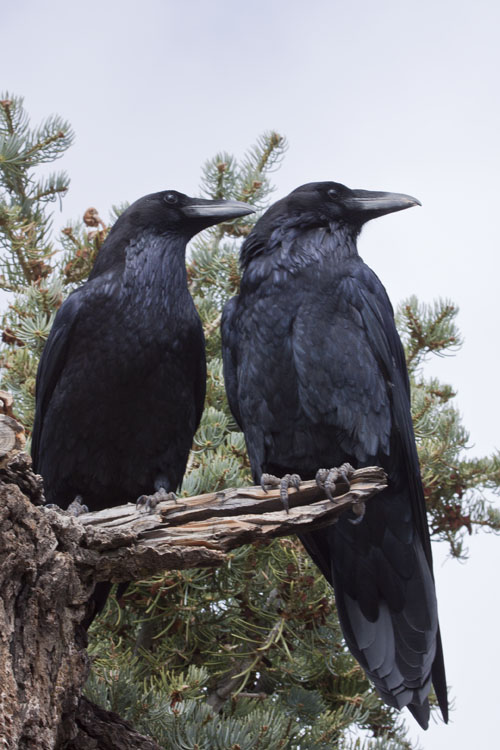
Kruk pierwotnie zamieszkiwał odludne, rozległe lasy

Pierwotnie zasiedlał tylko duże i odludne lasy, rozległe, nisko położone regiony. Obecnie zajmuje obrzeża dużych kompleksów leśnych liściastych i iglastych, gdzie starodrzew przeplata się z bujnymi łąkami, zadrzewienia śródpolnymi, w pobliżu rzek i zbiorników wodnych, pól poprzecinanych kępami wysokich drzew, poręb, skalistych wybrzeży i zboczy. Zamieszkuje prawie wszystkie typy krajobrazu, również w górach (w Alpach spotyka się go do wys. 2400 m), na północy bezdrzewną tundrę, a na południu krzaczaste stepy i tereny podobne do pustyń, choć nie ma go w lasach deszczowych. Coraz bardziej zbliża się do osad ludzkich i na obrzeża miast. Należy pamiętać, że dawniej na ulicach w miastach dość często szukał resztek pokarmu. Jednak w XVII wieku zaczął panować pogląd, że jest „ptakiem nieczystym”, który obdarzony jest nadprzyrodzoną mocą. To spowodowało masowe tępienie tego gatunku, co zmusiło go do przeniesienia się w bardziej odludne okolice. Kruki próbowały kolonizować podmiejskie parki, jednak warunki zwykle nie były dla nich odpowiednie.
Aktywne prześladowanie i ograniczenie powierzchni zbiorowisk leśnych, gdzie zakłada gniazda, powoduje, że w krajach uprzemysłowionych i wysoko rozwiniętych rolniczo gnieździ się wyspowo. Polepszenie tam warunków higienicznych (mniej odpadków na ulicach) wpływa na zmniejszenie ilości pokarmu, a więc i na liczebność lokalnych populacji. Gdy na terenach lęgowych obowiązuje ochrona kruka, prowadzi to zwykle do zwiększenia jego liczebności. To powoduje, że ptaki wracają ze swych tymczasowych przytułków na pierwotne tereny występowania, w tym też na tereny uprawne. W Europie populacje bardzo wyraźnie zwiększyły się. W ostatnich dekadach dochodzi do jego szybkiego rozprzestrzeniania się – badacze określili tę szybkość ekspansji kruka na 8 km w ciągu roku.

## Okres lęgowy

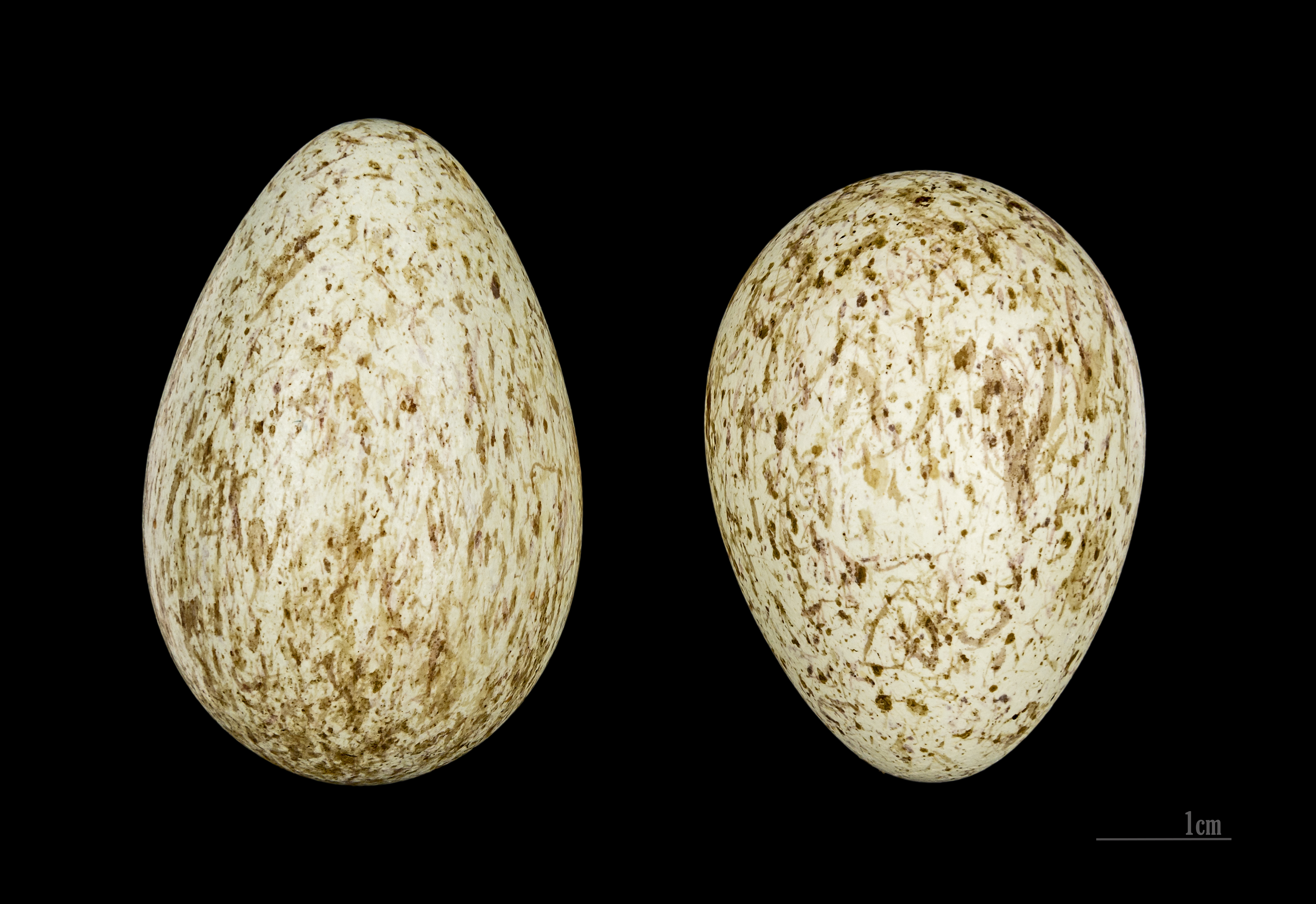
Jaja z kolekcji muzealnej

Trwa od końca lutego do kwietnia.

### Toki
W trakcie lotów godowych ptaki wykonują powietrzne akrobacje rzucając się w dół i szybując nad lasem lotem żaglowym jak ptaki drapieżne. Pary zwykle co roku wybierają to samo miejsce na gniazdo. Na swym terytorium pozostają przez cały czas. Sygnałem gotowości do kopulacji samicy jest lekkie ugięcie nóg, opuszczenie skrzydeł, potrząsanie i drżenie nieznacznie uniesionego ogona. Tworzone pary są monogamiczne. Ptaki dochowują sobie wierności prawdopodobnie do końca życia.

### Gniazdo

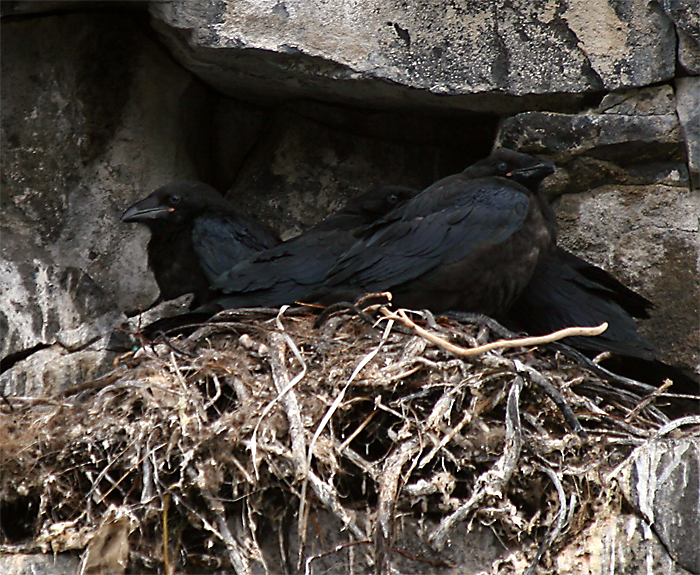
W górach kruki gniazdują na półkach skalnych

Na wierzchołku wysokiego drzewa, najczęściej iglastego, np. świerka lub sosny o gęstej koronie, a w górach na półce skalnej. Rzadziej gnieździ się na liściastych drzewach. W niektórych regionach Polski (Wielkopolska, Mazowsze) gniazduje na słupach trakcji elektrycznej. Potężne gniazdo zbudowane z grubych gałęzi i drobniejszych patyków, wyściełane mchem, miękkimi trawami, korzonkami i sierścią zwierząt. Partnerzy sukcesywnie razem rozbudowują lub naprawiają uszkodzoną platformę gniazdową, toteż po kilku sezonach lęgowych dochodzi ona do metra wysokości.

### Jaja
Na przedwiośniu – pod koniec lutego i w marcu – składa 5–6 różnobiegunowych, silnie wydłużonych jaj o średnich wymiarach 46x33 mm, o tle niebieskawozielonym z szarobrązowymi plamkami. Jest to więc jeden z najwcześniej przystępujących do lęgów ptaków w Polsce. Nie jest to zachowanie przypadkowe. Po okresie zimowym występuje obfitość martwych lisów, królików i większych zwierząt kopytnych. Padlina zapewnia dostatek pożywienia dla rodziców i ich potomstwa w trakcie gniazdowania. Ptaki wyprowadzają jeden lęg w ciągu roku.

### Wysiadywanie
Od złożenia pierwszego jaja tylko samica siedzi na jajach ok. 20–23 dni. W tym czasie samiec ją dokarmia. Rodzice wspólnie karmią swoje potomstwo. Pisklęta początkowo dość szybko przybierają na wadze: między 10 a 20 dniem życia nawet 50–70 g dziennie (przy dziennym zużyciu ok. 200 g pożywienia), jednak później tempo przybierania na wadze maleje i dopiero ptak 9-miesięczny osiąga masę porównywalną z osobnikami dorosłymi (ok. 1200 g).
Kruki są gniazdownikami, opuszczają gniazdo po ok. 5–6 tygodniach (ok. 40 dniach). Młode osiągają dojrzałość płciową przeważnie po 3 latach.

## Pożywienie

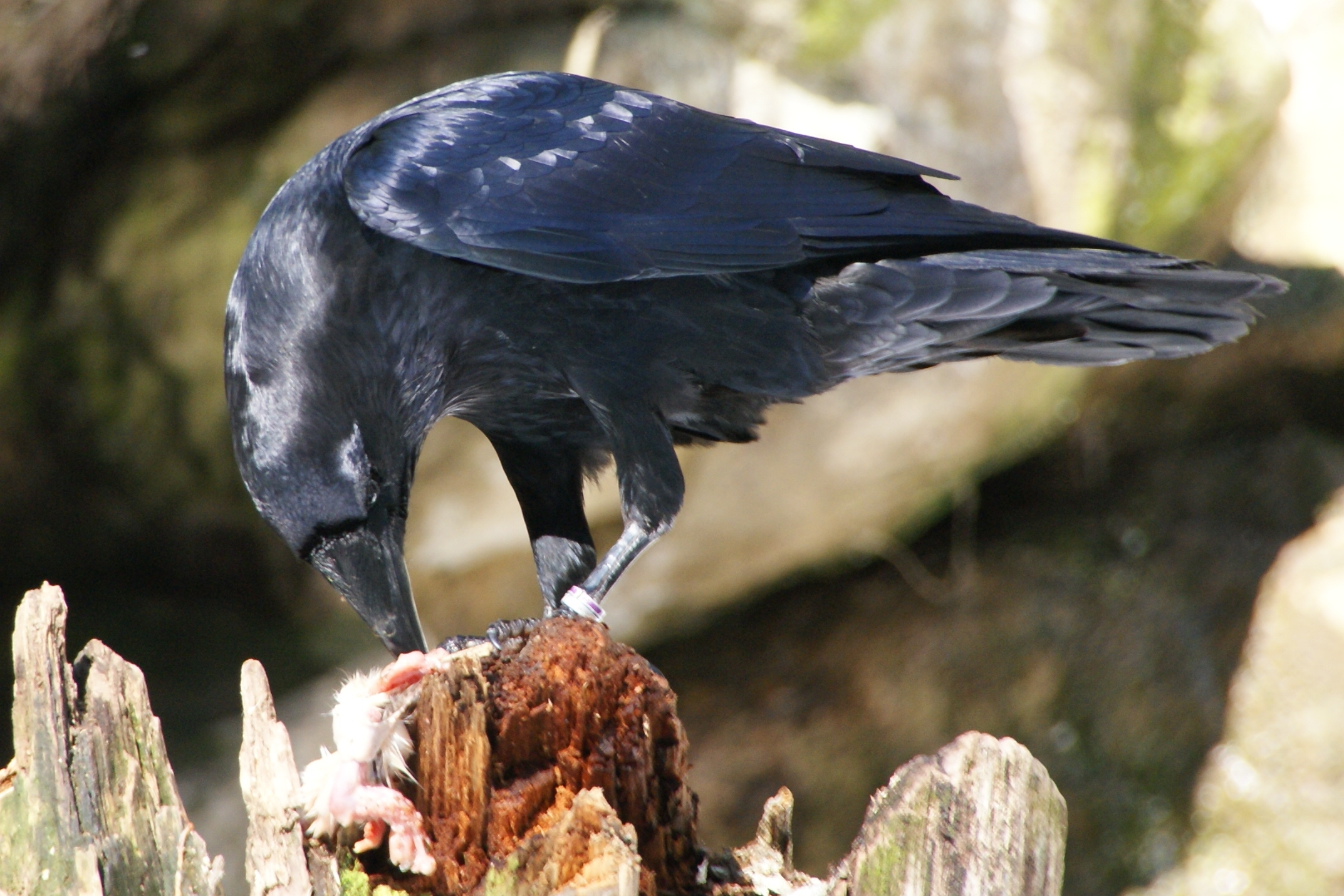
Kruk w trakcie wyjadania ofiary

Wszystkożerny, jednak głównie pokarm zwierzęcy – drobne ssaki, żaby i inne płazy, jaszczurki i inne gady, ptaki, w tym ich młode i jaja, owady, dżdżownice, robaki, ślimaki, padlina, szczególnie zimą i w górach, również odpadki ze śmietników. Czasem zjada też różne nasiona, żołędzie, pąki roślin i owoce, choć tylko w ramach uzupełnienia diety.
Żeruje głównie na ziemi. Nie zawsze pokarm bierze bezpośrednio dziobem. Zdarza się, nawet w locie, że mniejsze kąski bierze najpierw w łapy i przytrzymuje je pazurami. Główny pokarm stanowi padlina – pozostałości ze zdobyczy dużych drapieżników i odpadki z gospodarstw domowych. W górach dolatuje do martwych kozic i owiec. Po dobraniu się do padliny wyjadają też robaki i chrząszcze, które w niej żerują. Jeśli znajdzie na danym terenie taki pokarm, woli skorzystać z okazji, niż samemu udać się na polowanie na żywą zwierzynę. Gdy jednak zdecyduje się na łowy, próbuje upolować osobniki chore, osłabione lub drobną zwierzynę. Jedzą też znalezione łożyska i błony płodowe owiec oraz innych dużych ssaków. Zimą kruki mają w zwyczaju chować pożywienie w różnych kryjówkach. Robią to też młode ptaki wkrótce po opuszczeniu gniazda – próbują ukrywać różne jadalne i niejadalne przedmioty. Przez wiele lat uważano kruka za pokarmowego konkurenta człowieka ze względu na zdobywanie przez niego zwierzyny łownej, np. zajęcy, saren, kuraków. Badania wykazały jednak, że w diecie padlina stanowi aż 2/3 całościowego pożywienia.

Jednym z pokarmowych niebezpieczeństw czyhającym na ptaka ze strony człowieka są zatrute jaja wykładane po to, by zlikwidować szkodniki. Gdy kruk je zje, często prowadzi to do jego śmierci.

## Status i ochrona
IUCN uznaje kruka za gatunek najmniejszej troski (LC, Least Concern) nieprzerwanie od 1988 roku. Liczebność światowej populacji w 2004 roku szacowano na ponad 16 milionów osobników. BirdLife International w 2015 roku szacowało liczebność populacji europejskiej na 1 220 000 – 2 320 000 dorosłych osobników. Globalny trend liczebności populacji oceniany jest jako wzrostowy.
Na terenie Polski gatunek ten jest objęty ochroną gatunkową częściową. Na Czerwonej liście ptaków Polski został sklasyfikowany jako gatunek najmniejszej troski (LC). W latach 2013–2018 liczebność populacji lęgowej kruka na terenie kraju szacowano na 26–37 tysięcy par; liczebność tych ptaków rośnie.
Największym zagrożeniem dla tych ptaków są bezpośrednie prześladowania. Niektórzy myśliwi uważali brak drobnej zwierzyny, takiej jak zające, bażanty i kuropatwy, za efekt objęcia ochroną prawną kruków. Jak się jednak okazało, populację zajęcy redukują głównie choroby pokarmowe, np. robaczyca czy gruźlica rzekoma, zabiegi agrotechniczne i stosowanie środków ochrony roślin, a nie polowania ptaków drapieżnych, jenotów, norek i psów, które mają mniejszy w tym udział. Na łowione kuraki dużo większe szkody powodowały niekorzystne warunki atmosferyczne, zwłaszcza zimą. W środowisku naturalnym kruki rzadko są ofiarą innych drapieżników. Mimo to zagrożone są jaja i pisklęta, które znajdują się w gnieździe. Polują na nie różne gatunki ptaków, takie jak orły, jastrzębie, sowy, inne kruki i ssaki, np. kuny.

## Mitologia i symbolika
Kruk pełnił znaczącą rolę w mitologiach różnych kręgów kulturowych. Przeważają konotacje pozytywne, gdzie kruk uchodzi za symbol inteligencji, jest przedstawiany jako ptak wróżebny i proroczy, zapowiedź słońca i świtu, obwieszczający początek dnia krakaniem. Z tego powodu w Azji Mniejszej występował w kulcie Mitry – ten, kto osiągnął najniższy stopień wtajemniczenia w mitraizmie otrzymywał nazwę „kruk”. Spostrzegawczość, pojętność, oswajalność i bystrość uczyniły z niego posła bogów. Był również utożsamiany ze złodziejem, gdyż jak sroka kradł drobne przedmioty, które przez brak wola ukrywał w zakamarkach. W średniowieczu, przez zwrot „paść kruki” kojarzono kruka ze śmiercią na szubienicy. Natomiast powiedzenie: „kruk krukowi oka nie wykole” oznacza, że swój swego nie skrzywdzi.

### Strażnik

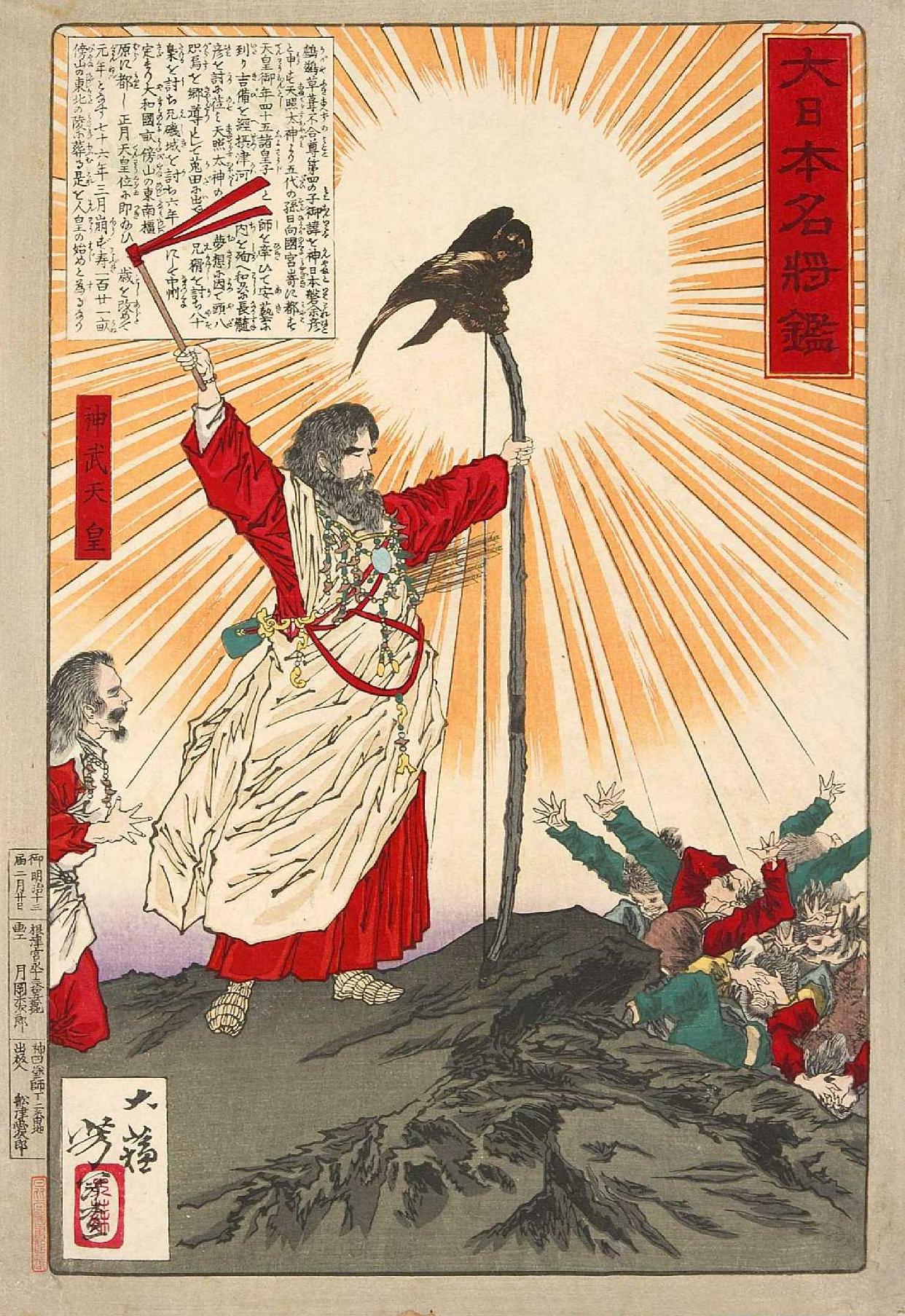
Cesarz Jimmu przy świętym kruku z mitologii japońskiej

Jego zasadnicza rola w symbolice wszystkich ludów i wszystkich kultur to bycie strażnikiem tajemnic. Pilnuje tajemnic przyszłości i wróżby. Widać to już w mistyce babilońskiej, w której wtajemniczany w misteria adept, musiał przejść siedem stopni uświadomienia, przybierając kolejno siedem imion. Pierwsze z nich to Kruk – symbol pierwszego stopnia. Wyraźna tu jest jego rola jako symbol strażnika progu tajemnic. Ten próg musiał być przekroczony, aby osiągnąć później pełną mądrość i czystość.
Jego rolę strażnika poszerzano czasem, np. w niektórych poematach o wyprawie Argonautów – np. Apolloniosa i Apollodorosa – pojawia się kreteński olbrzym z brązu, Talos, który oblatuje trzy razy dziennie wyspę i miota kamienie z procy, uniemożliwiając Argonautom przybicie do brzegu. Talos w astronomicznym traktacie późnoantycznym babilończyka Teukrosa objawia się jako konstelacja, a na jego głowie widnieje sylwetka kruka. Kruk jest także częstym znakiem na babilońskich kamieniach granicznych.
W Afryce kruk właściwie wszędzie pełni rolę przewodnika i ostrzega przed niebezpieczeństwem.

### Niebo i słońce
Również w Babilonii Kruk stał się jedną z najważniejszych konstelacji. W latach przestępnych wchodził do zodiaku babilońskiego, uzupełniając jego liczbę do trzynastki, „feralnej” czyli wróżebnej.
Następnie, już w Grecji, kruk – chociaż czarny – stał się ptakiem słonecznym. Był nawet symbolem samego słońca, tzw. „starego słońca”, strąconego z tronu i odzyskującego swoją władzę po zachodzie – Saturna. Jako planeta jest on widoczny tylko w nocy. Jego innym imieniem jest Nemezis (Przeznaczenie). Tutaj pojawia się także jego funkcja strażnika. Saturn w astronomii babilońskiej, a później i greckiej, nazywany był Gwiazdą Słońca; nieco rzadziej Gwiazdą Przeznaczenia.

### Kruk Apollina

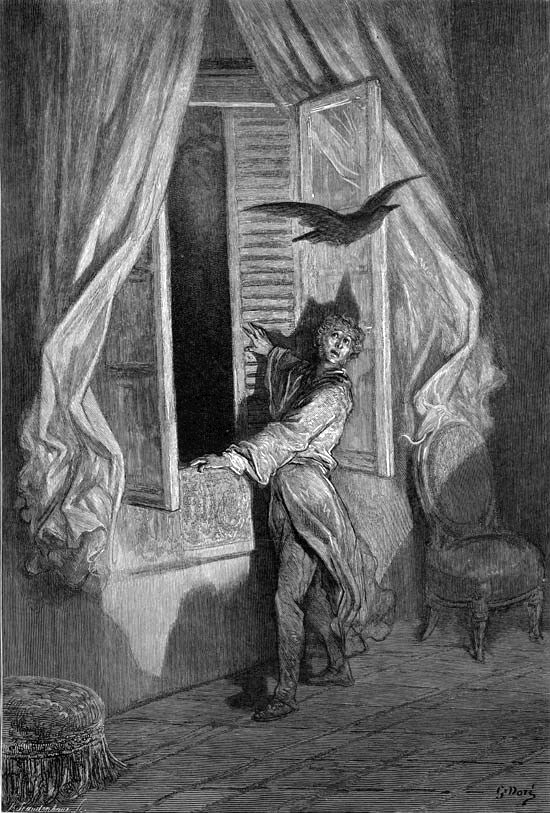
Kruk złowróżbnym symbolem śmierci na ilustracji do wiersza A. E. Poe Kruk

Apollo w mitologii jest wieszczem i wróżbitą, jest opiekunem wyroczni delfickiej i wszystkich proroctw, wróżb i przepowiedni. Kruk – ptak Saturna – jest bardzo blisko związany z Apollinem. Jest jego ulubionym ptakiem, sługą i posłańcem. Czasami jest także utożsamiany z Apollinem. Owidiusz w Metamorfozach (V 325) (tak jak i wielu innych autorów greckich), powtarza za Pindarem grecko-egipski mit o przeobrażeniu się bogów w zwierzęta; Apollo zamienił się wtedy w kruka. Strabon uważał, że w miejscu wyroczni kruk oznaczał miejsce, gdzie znajduje się pępek świata.
Autorzy starożytni dostrzegali i akcentowali dwoistość kruka – jako saturnicznego ptaka nocy i jako apollińskiego ptaka dnia. Np. u Owidiusza (Metamorfozy II 534) kruk jest pierwotnie ptakiem białym. Tak jak zapewne biały był Saturn (jego pierwotny pan) jako słońce. Na kolor czarny został zamieniony, a właściwie przeklęty, przez Apollina, gdy kruk wyjawił mu tajemnicę jego kochanki Koronis. Kruk wyjawił Apollinowi, że jego kochanka była brzemienna z synem Apollina, gdy postanowiła wyjść za prostego chłopca – Ischysa. Rozwścieczony tą informacją Apollo przemienił kruka na czarnego (barwa miała symbolizować żałobę, bo bóg potem swego czynu żałował) i zabił Koronis. Po uprzytomnieniu sobie, że Koronis nosi w łonie jego syna, dokonał zapewne pierwszej operacji cesarskiego cięcia i wydobył dziecko, którym był przyszły Asklepios (Eskulap).
Kruk więc przewyższał „wiedzą tajemną” i przenikliwością, samego boskiego Apollina, opiekuna wyroczni.
W mitologii Skandynawów był często związany z Odynem. W ikonografii pojawiają się dwa kruki, które uosabiają Pamięć Muninn i Myśl Huginn, siedzące na ramionach Odyna, władcy mądrości, bogów i świata. Symbolizuje umysł i pamięć, zasadę tworzenia w przeciwieństwie do dwóch wilków obrazujących zasadę niszczenia. Miał przynosić Odynowi wieści z Ziemi.

### Mity rezurekcyjne

Kruk znajduje się w polskim herbie szlacheckim Korwin

Kruk jest także związany z mitami rezurekcyjnymi. Jest wmieszany w wiele wydarzeń związanych ze wskrzeszeniem w mitach różnych kręgów kulturowych, nawet tak odległych jak Grecja i Indianie amerykańscy. W mitologii greckiej jest związany z narodzinami Asklepiosa z martwego łona matki, a u Indian jest związany z odnalezieniem i przywróceniem do „życia” ukradzionego słońca. W wyniku jego działalności rodzi się Asklepios, który jako lekarz będzie wskrzeszał nawet umarłych.
We wszystkich powyższych rolach kruk występuje w Dziadach Adama Mickiewicza, zwłaszcza w „Małej Improwizacji”, gdy strzeże świata tajemnego przed nieprzygotowanym profanem: „skrzydła ma czarne jak burzliwa chmura, a szerokie i długie na kształt tęczy łuku. I niebo całe zakrywa”. Te idee zaczerpnął Mickiewicz z prac alchemików i mistyków.

### Kruk w chrześcijaństwie
W chrześcijaństwie kruk często pełni rolę negatywną, jako symbol ateistów, pogan, Żydów, szatana i rozwiązłości. Już wczesna patrystyka odrzuciła cały pozytywny symbolizm związany z krukiem w mitach pogańskiego antyku. Przyczyną tego było zapewne zerwanie z tą tradycją jak również to, że kruk wysłany z arki po potopie przez Noego, okazał się ptakiem „niewiernym” i nie powrócił gdy odsłonił się ląd: „Wtedy już nie wrócił, bo miał dość ścierwa i trupów do jedzenia”, w przeciwieństwie do gołębia. Arka była jednoznacznym symbolem Ecclesii – Kościoła rzymskiego. Kruk więc stał się symbolem niewierności i „bezbożności” (w średniowieczu również grzechu nieumiarkowania w jedzeniu i piciu), człowieka oddającego się rozkoszom życia, a gołąb „nabożności”. Powstała też w związku z tym legenda, że od tego czasu biały dotąd jak śnieg ptak sczerniał od nierozproszonych ciemności potopu (o białym pierwotnie kruku mówi też mitologia grecka). Ptaka uważano niesłusznie za zwyrodniałego rodzica, którzy zaniedbuje swe pisklęta. Nawiązuje do tego Księga Hioba „Kto przygotowuje krukowi pokarm, gdy jego pisklęta wołają do Boga i tułają się bez pożywienia?” (38, 41). Ten fakt ma nawet do tej pory odbicie w języku niemieckim, gdzie wyrodnego ojca określa się Rabenvater, a nieczułą matkę Rabenmutter (niem. Rabe to kruk). Żydowska Hagada opowiada o dwóch krukach Eliasza – jeden przynosi deszcz, a drugi suszę. Jeden więc oznaczał życie, a drugi śmierć. W innym fragmencie z rozkazu Boga ptaki karmią proroka chlebem i mięsem (motyw ten powtarza się u św. Pawła Eremity w pustyni tebańskiej, u św. Meinrada w środkowej Szwajcarii, u św. Benedykta na pustyni, św. Antoniego i wielu innych). Symbolizuje tu żywiciela głodnych. W Ewangelii św. Łukasza kruk symbolizować ma wiarę w opatrzność Bożą: „Przypatrzcie się krukom, iż nie sieją, nie mają spiżarni ani spichlerza, a Bóg je karmi”.
W ilustrowanym żywocie św. Wincentego, z Relikwiarium Andegaweńskiego, kruk broni zwłok świętego męczennika przed wilkiem 
Starożytni żeglarze wykorzystywali ptaki do odnalezienia lądu [...]. Noe posłużył się ptakami w celu odnalezienia właściwego kierunku [...]. W przeciwieństwie do gołębi, które uwolnione powracały do człowieka, kruk był używany przez obserwujących jego lot żeglarzy do odnajdywania położenia najbliższego lądu. Najlepsza metoda polegała na wypuszczeniu kruka, a następnie wykorzystaniu innych ptaków do ustalenia głębokości wody oraz stwierdzenia, czy miejsce nadaje się na przystań. Kruk żywi się padliną, dlatego zwykle znajduje wystarczającą ilość pożywienia.
Kruki okazały się posłuszne Bogu karmiąc proroka Eliasza ukrywającego się nad potokiem Kerit (I Król 17,4-6).

### Kruk w literaturze

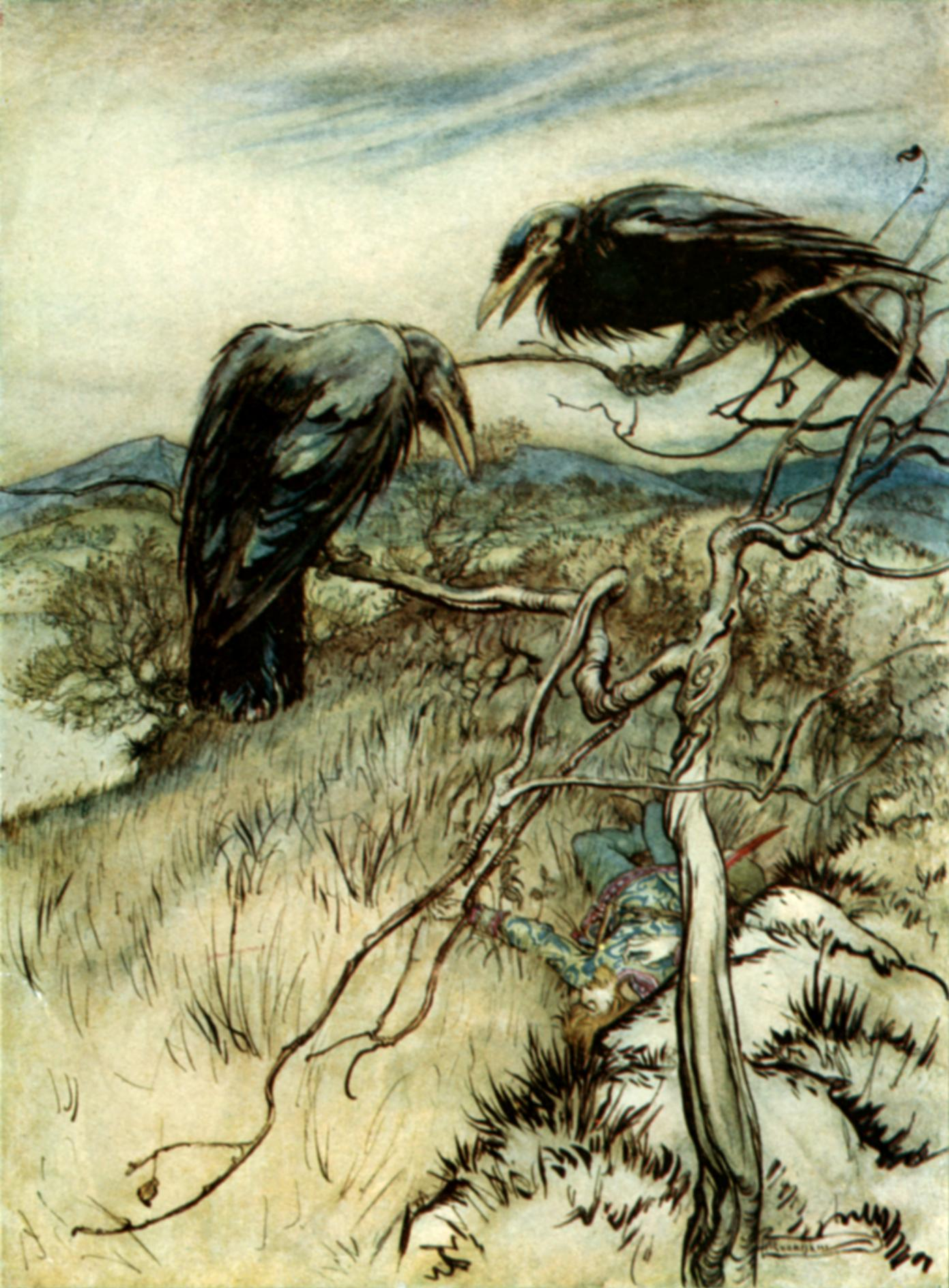
Ilustracja Arthura Rackhama do Trzech kruków

W islandzkiej opowieści o Njalu z XIII wieku kruki towarzyszą mścicielom. Do tego kontekstu nawiązuje też Hamlet Szekspira: „Już kruk krakaniem do zemsty daje hasło” i zazdrosny Otello: „Ta myśl krąży w mej duszy jak kruk nad domem dotkniętym zarazą”. Bajkopisarze tacy jak La Fontaine, czy Kryłow przypisywali ptakowi szczególnie zamiłowanie do jedzenia sera. W bajce Kruk i lis spotykamy ptaka w trakcie zachwalania jego przymiotów przez lisa. Kruk urzeczony pochwałami towarzysza chce udowodnić lisowi piękno swego śpiewu i wypuszcza z dzioba ser o który chodziło sprytnemu drapieżcy siedzącemu na ziemi. W naturze kruk nie ma jednak zbyt często możliwości skosztowania takiego przysmaku i charakteryzuje się dużo większą zręcznością, bo w jedzeniu pomaga sobie pazurami. W wierszu Kruk Edgara Allana Poego „wleciał ciężko kruk wspaniały, jakby czarny piekieł stróż”. Jest on „złym wróżbiarzem”, sługą czarciego znaku, który zapowiada nadchodzące szaleństwo. Dość swobodną adaptacją wiersza był amerykański film fabularny z 1963 roku o tym samym tytule.
Kruk w polskiej literaturze pojawiał się też w negatywnym kontekście. W opowiadaniu Stefana Żeromskiego z 1895 roku powstaniec styczniowy zostaje złapany, zabity przez ułanów carskich i wobec obojętności osób z innych warstw społecznych, martwy pozostawiony na żer ptaków. Kruk stanowi też istotny element trylogii Siri Pettersen Krucze pierścienie, pełniąc dwoistą rolę – z jednej strony gołębia pocztowego (nosiciela wiadomości pocztowych), ale także „Widzącego” – bóstwa lokalnego świata (choć ostatecznie zdemaskowanego jako fałszywego). W Białym kruku Andrzeja Stasiuka autor przedstawia Bieszczady z czasów drugiej wojny światowej, z perspektywy kilkadziesiąt lat później toczącej się akcji powieści. Biel ptaka można tłumaczyć jak nieotrzepany śnieg oznaczający dawne wspomnienia, które pozostały w bohaterze powieści.
Określenie „biały kruk” oznacza unikalną pozycję, rzadkość występującą w pojedynczych egzemplarzach lub człowieka indywidualistę, który wyróżnia się stylem życia lub zachowaniem wobec otoczenia.